# Patrick Allen (Schauspieler)

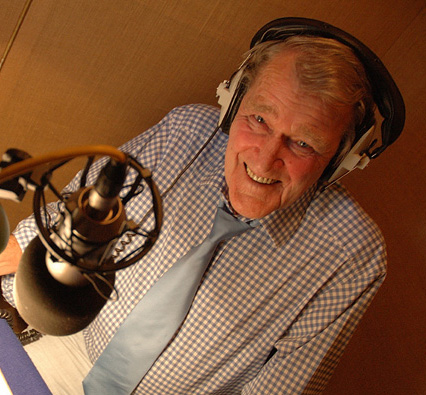
Patrick Allen

Patrick Allen (* 17. März 1927 in Nyasaland; † 28. Juli 2006 in London) war ein britischer Schauspieler und Sprecher. In Deutschland ist er in erster Linie als der markante Sprecher auf der Nummer-1-Hit-Single Two Tribes der Band Frankie Goes to Hollywood bekannt.

## Leben
Allen kam im heutigen südostafrikanischen Malawi als Sohn von Tabakpflanzern zur Welt. Nach der Rückkehr seiner Eltern nach Großbritannien wurde er mit Ausbruch des Zweiten Weltkriegs nach Kanada evakuiert, wo er unter anderem Erfahrungen als Moderator beim lokalen Rundfunk sammeln konnte und als Darsteller in Fernsehspielen und Dokumentationsfilmen auftrat, bevor er 1953 nach Großbritannien zurückkehrte.

## Karriere
Sein Filmdebüt gab er als Statist in dem Piratenfilm Kampf um den Piratenschatz von Raoul Walsh. In Alfred Hitchcocks Bei Anruf Mord erhielt er erstmals eine Erwähnung im Abspann. Danach spielte er als Charakterdarsteller in über 120 Filmen und TV-Serien mit, unter anderem in den Kinofilmen Als Dinosaurier die Erde beherrschten, Die Wildgänse kommen, Das Kommando und Die Seewölfe kommen, sowie unter anderem in den Fernsehserien UFO, Mondbasis Alpha 1, Simon Templar und Mit Schirm, Charme und Melone. Auch auf der Bühne war er in Aufführungen der Royal Shakespeare Company zu sehen.
Neben seiner Tätigkeit als Schauspieler hatte Patrick Allen noch eine weitere, sehr erfolgreiche Karriere als Sprecher. Seine markante und gebieterische Stimme war bis zu seinem Tod in ganz Großbritannien und weiteren Teilen des englischen Sprachraums bekannt – auch bei jenen, die ihn nicht als Schauspieler kannten.
Auch in Deutschland wurde er bekannt, als er 1983 auf dem weltweiten Hit Two Tribes der Band Frankie Goes to Hollywood als Sprecher zu hören war, der Verhaltensmaßregeln für den Fall eines Atomkriegs verlas. Die dort zu hörenden Zeilen waren leicht veränderte Neuaufnahmen seines in Großbritannien sehr populären Sprecherkommentars in den Lehrfilmen, welche die britische Regierung Ende der 1970er im Rahmen ihrer Protect and Survive-Aufklärungskampagne für den Fall eines nuklearen Angriffs produzieren ließ.
Patrick Allen war Kommentator und Erzähler in zahllosen Filmen, TV-Serien und Hörspielen. So zum Beispiel war er die Erzählerstimme in der Originalfassung der ersten Staffel der TV-Serie Blackadder, in deren letzten Folge er auch die Rolle des Philipp von Burgund spielte. Allen war überdies Sprecher einer Vielzahl von Rundfunk- und TV-Werbespots.
Seine Arbeit als Sprecher animierte ihn dazu, letztendlich drei Firmen zu gründen, die den Markt für Sprachaufnahmen bedienten und zu ihren erfolgreichsten Zeiten Ende der 1970er ca. 60 % der britischen Werbespot-Produktion abwickelten.
2005, als er sich altershalber bereits nicht mehr voll seiner Karriere gewidmet hatte, wurde er noch Station Voice des britischen TV-Senders E4, was ihn erneut bei einer neuen Generation von Zuschauern bekannt machte. Im selben Jahr nahm er auch eine wiederum veränderte Version der Two Tribes-Version seines Protect and Survive-Kommentars für die deutsche Coverband Welcome To The Pleasuredome auf. Auch für den britischen Sender Kerrang! TV sprach er nicht lange vor seinem Tod noch parodistische Versionen derselben Filmkommentare ein.
Allen war mit der Schauspielerin Sarah Lawson verheiratet, mit der er zwei Söhne hat.

## Filmografie (Auswahl)
- 1952: Kampf um den Piratenschatz (Blackbeard the Pirate)
- 1954: Bei Anruf Mord (Dial M for Murder)
- 1956: Neunzehnhundertvierundachtzig (1984)
- 1957: Schau nicht zurück (High Tide at Noon)
- 1957: Fahrt in den Abgrund (The long Haul)
- 1958: Du bist verloren, Fremder (Tread softly, Stranger)
- 1958: Ich war Montys Double (I was Monty’s Double)
- 1958: Zügellos (High Hell)
- 1959: Vertraue keinem Fremden (Never take Sweets from a Stranger)
- 1961, 1966: Mit Schirm, Charme und Melone (The Avengers; Fernsehserie, 2 Folgen)
- 1961: Die Bande des Captain Clegg (Night Creatures)
- 1961: The Sinister Man
- 1963: Die Verräter (The Traitors)
- 1965: Simon Templar (Fernsehserie, 1 Folge)
- 1966: Der Baron (The Baron; Fernsehserie, 1 Folge)
- 1966: Die Nacht der Generale (The Night of the Generals)
- 1967: Brennender Tod (Night of the Big Heat)
- 1968: Der Mann mit dem Koffer (Man in a Suitcase; Fernsehserie, 1 Folge)
- 1969: Als Dinosaurier die Erde beherrschten (When Dinosaurs ruled the Earth)
- 1969: Das Loch im Himmel (The Body Stealers)
- 1971: Die Ratten von Amsterdam (Puppet on a Chain)
- 1973: Die Jagd nach den gestohlenen Diamanten (Diamonds on Wheels)
- 1973: Kein Pardon für Schutzengel (The Protectors; Fernsehserie, 1 Folge)
- 1973: Van der Valk (Fernsehserie, 1 Folge)
- 1974: Thriller (Fernsehserie, 1 Folge)
- 1975: Die Wilby-Verschwörung (The Wilby Conspiracy)
- 1978: Die Abenteuer des David Balfour (Kidnapped; Fernsehvierteiler)
- 1978: Die Wildgänse kommen (The Wild Geese)
- 1979: Die Seewölfe kommen (The Sea Wolves)
- 1981: Mörderische Leidenschaft (Murder is Easy)
- 1982: Das Kommando (Who Dares Wins)
- 1984: Jim Bergerac ermittelt (Bergerac; Fernsehserie, 1 Folge)
- 1989: Tugs (Fernsehserie)